# Bandau
Bandau is een ortsteil van de Duitse gemeente Beetzendorf in de deelstaat Saksen-Anhalt. Tot 1 januari was Bandau een zelfstandige gemeente in de Altmarkkreis Salzwedel.